# Villalba de la Loma
Villalba de la Loma – gmina w Hiszpanii, w prowincji Valladolid, w Kastylii i León, o powierzchni 14,16 km². W 2011 roku gmina liczyła 60 mieszkańców.